# 용용나라로 떠나요
용용나라로 떠나요(Dragon Tales)는 론 로데커가 만들어 낸 캐릭터 시리즈인 '드래곤 테일즈(Dragon Tales)'를 원작으로 하여 제작된 TV 시리즈 애니메이션이다. 대한민국에서는 EBS에서 방영되었다.

## 개요
아직 어린 나이의 에미·맥스 남매(누나와 남동생)가 드래곤들이 살고 있는 나라에서 환상적인 모험을 경험하게 된다는 내용의 아동용 작품으로, 다양한 디자인의 수많은 드래곤들이 등장하여 어린이들의 시선을 사로잡는다.

## 등장인물
에미(Emmy)
- 성우 : 정미숙
- 이야기의 주인공 소녀. 여섯 살로 남동생인 맥스를 잘 챙겨 주는 사이 좋은 누나다. 드래곤들 중에서는 캐시와 매우 친하다.

맥스(Max)
- 성우 : 이선호
- 에미의 남동생으로 현재 나이는 네 살. 호기심이 많고 모험을 동경하는 천진난만한 남자 어린이다.

용두(Ord)
- 성우 : 故 김일
- 에미·맥스 남매(누나와 남동생)(특히 맥스)의 친구인 푸른 파랑색 드래곤. 덩치는 큰 편이지만 착하고 성격이 싹싹하다. 먹는 것을 무척 좋아하는 먹보.
- 故 김일 성우님이 2018년 11월 18일에 별세.

용룡이(Cassie)
- 성우 : 홍소영
- 에미와 친한 분홍색 드래곤. 일행 중에서는(아마도) 가장 나이가 어리지만 가장 현명하여 여러 가지로 도움을 준다. 처음에는 수줍음을 타기도 했지만 이야기가 진행되면서 점차 나아지는 듯. 키키와 핀이라는 두 동생이 있다.

알록이 & 달록이(Zak & Wheezie)
- 성우 : 김창기 & 이서윤
- 머리가 두 개인 드래곤으로 초록색이 알록이, 보라색이 달록이이다. 말 수가 적은 알록이에 비해 달록이는 활발한 편이다.

용계로(Quetzal)
- 성우 : 탁원제
- 노란색 드래곤 학교에서 어린 학생들을 가르치고 있는 선생님. 연세가 많은 만큼 어떤 질문을 해도 막힘 없이 답변을 해 주신다.